# Duncan Fraser
Duncan Fraser (Manchester, ...) è un attore britannico naturalizzato canadese.

## Biografia
Nato a Manchester, in Inghilterra, prima di diventare un attore volava studiare ingegneria aeronautica all'Università di Londra, ma passò alla psicologia dopo aver trovato l'ingegneria troppo tecnica e matematica.
Dopo l'università, viaggiò in giro per il mondo per diversi anni, prima di stabilirsi nella zona di Vancouver nel 1974 e diventare attore. Ha trascorso diversi anni come direttore del Nanaimo Theatre Festival e come direttore associato della compagnia teatrale Fend Players di Vancouver.
È noto soprattutto per la sua interpretazione nel film Overnight del 1985, per il quale è stato nominato al Genie Awards come miglior attore non protagonista ai 7th Genie Awards nel 1986, e per il ruolo del sergente Regan nella serie Da Vinci's Inquest, per il quale è stato candidato al Gemini Award come miglior attore non protagonista in una serie drammatica al quindicesimo Gemini Awards nel 2000.
È anche noto per i suoi ruoli televisivi come Zack Denny in Bordertown, Mac McDougall in The Heights, il colonnello Munro in Hawkeye e Brian Brewster in Hope Island.

## Filmografia parziale

### Cinema
- Overnight, regia di Jack Darcus (1986)
- Alterazione genetica (Watchers), regia di John Hess (1988)
- La mosca 2 (The Fly II), regia di Chris Walas (1989)
- Riflessi sulla pelle (The Reflecting Skin), regia di Philip Ridley (1990)
- Omen IV - Presagio infernale (Omen IV: The Awakening), regia di Jorge Montesi e Dominique Othenin-Girard (1991)
- La ragazza della porta accanto (The Crush), regia di Alan Shapiro (1993)
- Cose preziose (Needful Things), regia di Fraser Clarke Heston (1993)
- Ernest Goes to School, regia di Coke Sams (1994)
- Furia esplosiva (Crackerjack), Michael Mazo (1994)
- Andre - Un amico con le pinne (Andre), regia di George Trumbull Miller (1994)
- Timecop - Indagine dal futuro (Timecop), regia di Peter Hyams (1994)
- Missione senza nome - Red Scorpion 2 (Red Scorpion 2), regia di Michael Kennedy (1994)
- Specchio della memoria (Unforgettable), regia di John Dahl (1996)
- Alaska, regia di Fraser Clarke Heston (1996)
- Sette anni in Tibet (Seven Years in Tibet), regia di Jean-Jacques Annaud (1997)
- Il fuggitivo della missione impossibile (Wrongfully Accused), regia di Pat Proft (1998)
- The Guilty - Il colpevole (The Guilty), regia di Anthony Waller (2000)
- Le bianche tracce della vita (The Claim), regia di Michael Winterbottom (2000)
- The Hitcher II - Ti stavo aspettando... (The Hitcher II: I've Been Waiting), regia di Louis Morneau (2003)
- The Exorcism of Emily Rose, regia di Scott Derrickson (2005)
- 8 amici da salvare (Eight Below), regia di Frank Marshall (2006)
- Hamlet, regia di Bruce Ramsay (2011)
- The Predator, regia di Shane Black (2018)

### Televisione
- MacGyver – serie TV, un episodio (1988)
- Bordertown – serie TV, 59 episodi (1989-1991)
- La morte dell'incredibile Hulk (The Death of the Incredible Hulk), regia di Bill Bixby – film TV (1990)
- Neon Rider – serie TV, un episodio (1990)
- I quattro della scuola di polizia (21 Jump Street) – serie TV, un episodio (1991)
- The Heights – serie TV, 5 episodi (1992)
- Street Justice – serie TV, un episodio (1992)
- Il commissario Scali (The Commish) – serie TV, 2 episodi (1992-1995)
- Highlander – serie TV, 3 episodi (1992-1996)
- Lo sconosciuto alla porta (When a Stranger Calls Back), regia di Fred Walton – film TV (1993)
- X-Files (The X-Files) – serie TV, un episodio (1993)
- Marshal – serie TV, episodio pilota (1995)
- Frammenti di passato (Sweet Dreams), regia di Jack Bender – film TV (1996)
- Viper – serie TV, 2 episodi (1996-1999)
- Oltre i limiti (The Outer Limits) – serie TV, 2 episodi (1996-2001)
- Sentinel (The Sentinel) – serie TV, un episodio (1997)
- Stargate SG-1 – serie TV, un episodio (1997)
- Tesoro, mi si sono ristretti i ragazzi (Honey, I Shrunk the Kids: The TV Show) – serie TV, un episodio (1997)
- Scuola di polizia (Police Academy: The Series) – serie TV, un episodio (1997)
- Da Vinci's Inquest – serie TV, 13 episodi (1998-1999)
- Il prezzo della giustizia (The Jack Bull), regia di John Badham – film TV (1999)
- Hope Island – serie TV, 22 episodi (1999-2000)
- So Weird - Storie incredibili (So Weird) – serie TV, un episodio (2000)
- Un poliziotto a 4 zampe 3 (K-9: P.I.), regia di Richard J. Lewis – film TV (2002)
- Peacemakers - Un detective nel West (Peacemakers) – serie TV, un episodio (2003)
- Traffic – serie TV, 3 episodi (2004)
- The Collector – serie TV, un episodio (2006)
- Broken Trail - Un viaggio pericoloso (Broken Trail) – serie TV, un episodio (2006)
- Masters of Horror – serie TV, un episodio (2007)
- Shattered – serie TV, 2 episodi (2010)
- Sanctuary – serie TV, un episodio (2010)
- Supernatural – serie TV, 2 episodi (2010-2015)
- The Killing – serie TV, un episodio (2013)
- Quando chiama il cuore (When Calls the Heart) – serie TV, 7 episodi (2014-2021)
- Supergirl – serie TV, un episodio (2019)
- The Haunting – serie TV, 2 episodi (2020)
- Home Before Dark – serie TV, un episodio (2021)
- Heartland – serie TV, 2 episodi (2021-2023)

## Doppiatori italiani
Nelle versioni in italiano delle opere in cui ha recitato, Duncan Fraser è stato doppiato da:
- Sandro Iovino in Oltre i limiti, The Guilty - Il colpevole, Broken Trail - Un viaggio pericoloso
- Carlo Sabatini in Riflessi sulla pelle
- Giorgio Gusso in La ragazza della porta accanto
- Romano Ghini in Cose preziose
- Guido Cerniglia in X-Files
- Vittorio Congia in Specchio della memoria
- Carlo Valli in Alaska
- Luciano De Ambrosis in Sette anni in Tibet
- Cesare Barbetti in The Exorcism of Emily Rose
- Fabrizio Temperini in 8 amici da salvare
- Sergio Di Giulio in Supernatural (ep. 10x11)
- Massimo Corvo in The Killing
- Gianni Giuliano in The Predator
- Pierluigi Astore in Supergirl